# Бушуик-авеню — Абердин-стрит (линия Канарси, Би-эм-ти)

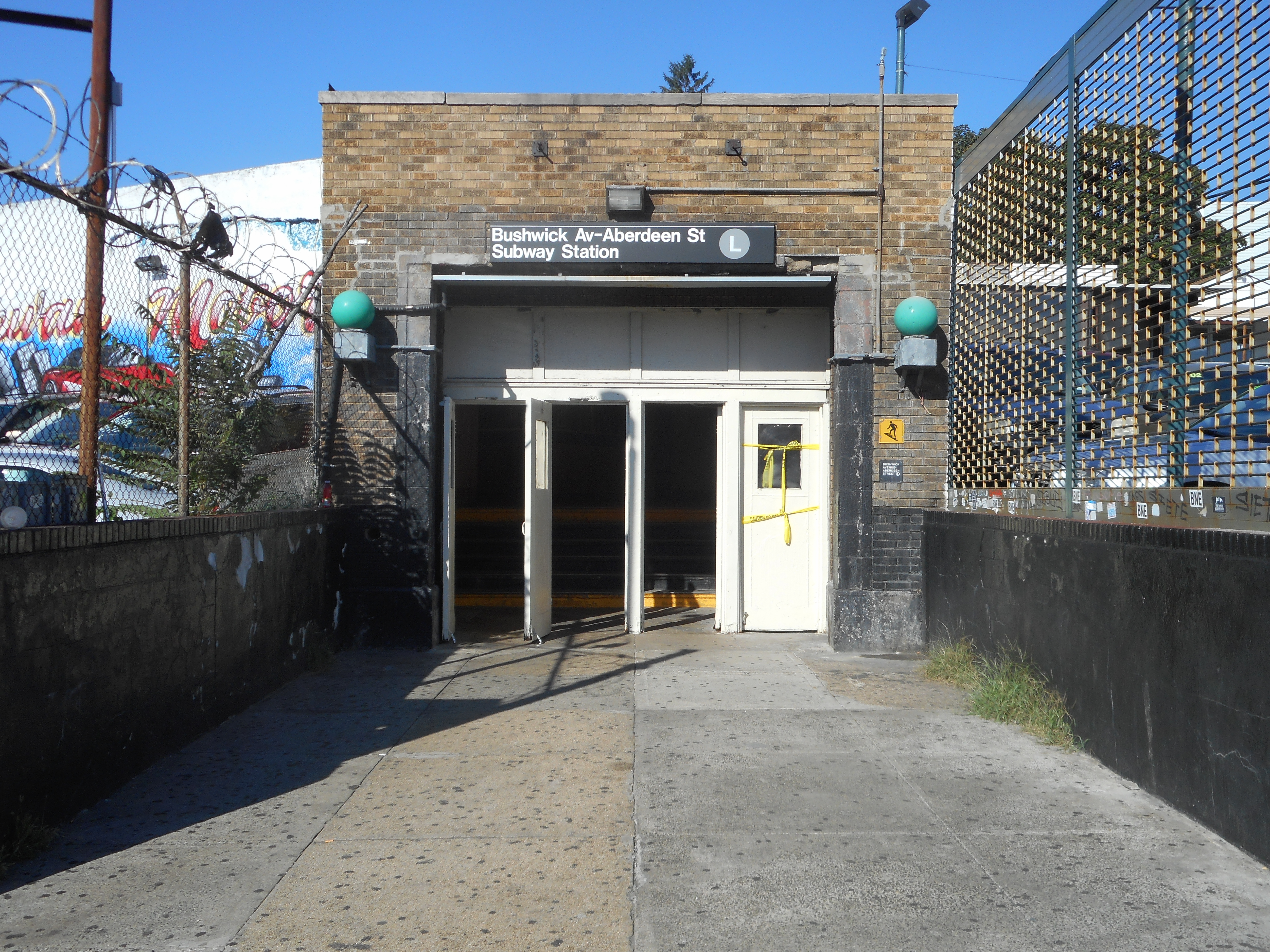
Вход на станцию

|   |   |   |   |
| · | · | · | · |

|   |   |   |   |
| · | · | · | · |

«Бушуик-авеню — Абердин-стрит» (англ. Bushwick Avenue–Aberdeen Street) — станция Нью-Йоркского метрополитена, расположенная на линии Канарси, Би-эм-ти. Станция находится в Бруклине, в округе Бушуик, на пересечении Бушуик-авеню и Абердин-стрит. На станции останавливается маршрут L (круглосуточно).